# Leichtathletik-Weltmeisterschaften 2023/110 m Hürden der Männer

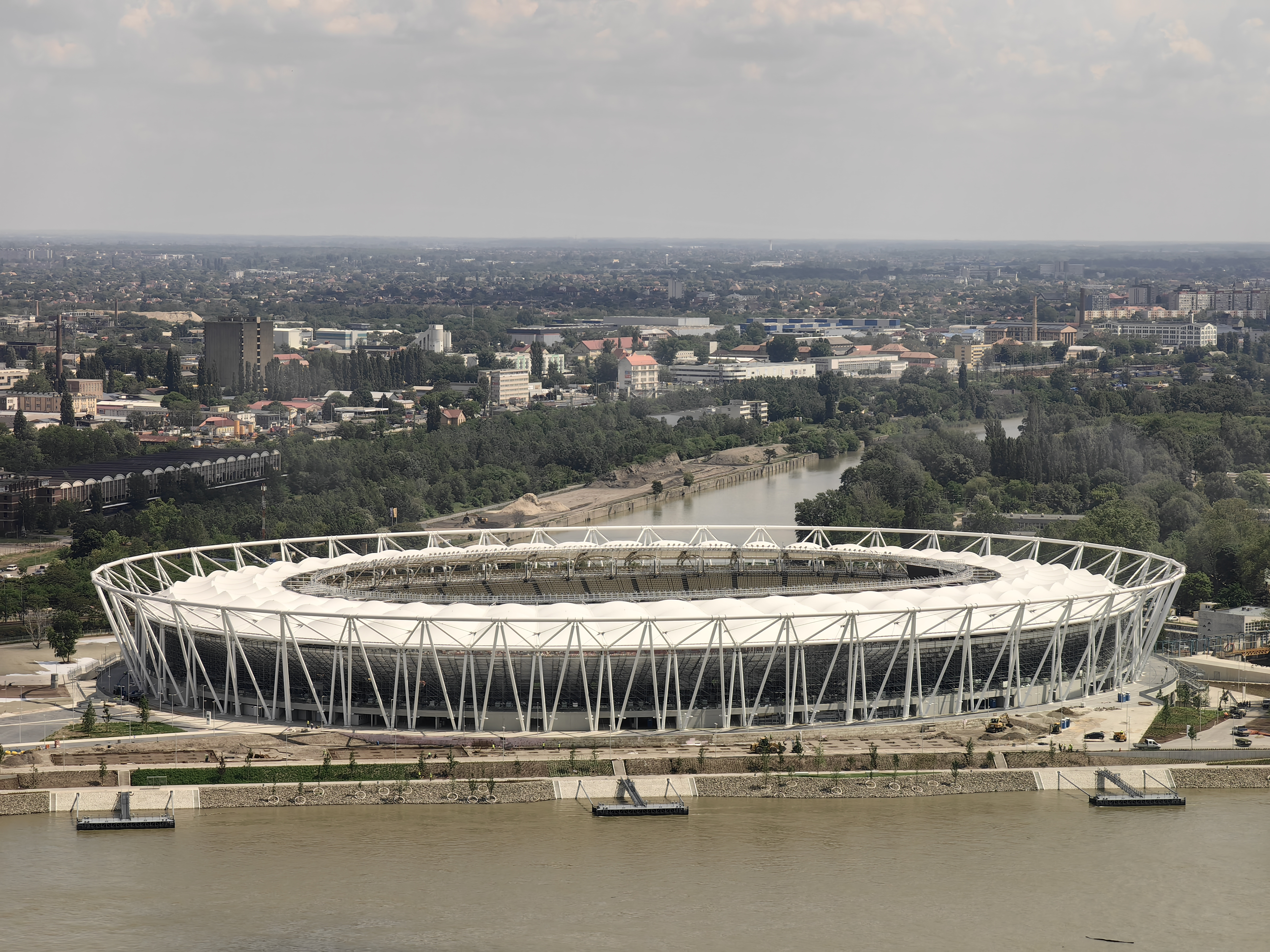
Nemzeti Atlétikai Központ im Mai 2023

Der 110-Meter-Hürdenlauf der Männer bei den Leichtathletik-Weltmeisterschaften 2023 fand am 20. und 21. August 2023 im Stadion Nemzeti Atlétikai Központ der ungarischen Hauptstadt Budapest statt.
45 Athleten aus 28 Ländern nahmen an dem Wettbewerb teil.
Mit Gold und Bronze errangen die US-amerikanischen Hürdensprinter zwei Medaillen. Weltmeister wurde Titelverteidiger Grant Holloway. Er siegte vor dem Jamaikaner Hansle Parchment. Rang drei belegte Daniel Roberts.

## Bestehende Rekorde
| Weltrekord               | Aries Merritt | 12,80 s | Memorial Van Damme, Brüssel, Belgien | 7. September 2012 |
| Weltmeisterschaftsrekord | Colin Jackson | 12,91 s | WM Stuttgart, Deutschland            | 20. August 1993   |

Der nun bereits seit dreißig Jahren bestehende Championshiprekord (CR) wurde auch bei diesen Weltmeisterschaften nicht erreicht. Die schnellste Zeit erzielte der US-amerikanische Weltmeister Grant Holloway im Finale am 21. August bei Windstille mit 12,96 s, womit er fünf Hundertstelsekunden über dem Rekord blieb. Zum Weltrekord fehlten ihm sechzehn Hundertstelsekunden.

## Legende
Kurze Übersicht zur Bedeutung der Symbolik – so üblicherweise auch in sonstigen Veröffentlichungen verwendet:
- DSQ: disqualifiziert
- DNF: Wettkampf nicht beendet (did not finish)
- IWR: Internationale Wettkampfregeln
- TR: Technische Regeln

## Vorläufe
Aus den fünf Vorläufen qualifizierten sich die jeweils vier Ersten jedes Laufes – hellblau unterlegt – und zusätzlich die vier Zeitschnellsten – hellgrün unterlegt – für das Halbfinale.

### Lauf 1
20. August 2023, 13:06 Uhr Ortszeit

Wind: −0,3 m/s
| Platz | Athlet                  | Land       | Zeit (s) |
| ----- | ----------------------- | ---------- | -------- |
| 1     | Hansle Parchment        | Jamaika    | 13,30    |
| 2     | Enrique Llopis          | Spanien    | 13,33    |
| 3     | Sasha Zhoya             | Frankreich | 13,35    |
| 4     | Cordell Tinch           | USA        | 13,49    |
| 5     | Yaqoub Mohamed al-Youha | Kuwait     | 13,56    |
| 6     | Joel Bengtsson          | Schweden   | 13,68    |
| 7     | Badamassi Saguirou      | Niger      | 13,70    |
| 8     | Bálint Szeles           | Ungarn     | 13,77    |
| 9     | Antonio Alkana          | Südafrika  | 14,25    |

### Lauf 2
20. August 2023, 13:13 Uhr Ortszeit

Wind: +0,5 m/s
| Platz | Athlet               | Land                | Zeit (s) |
| ----- | -------------------- | ------------------- | -------- |
| 1     | Wilhem Belocian      | Frankreich          | 13,31    |
| 2     | Shunsuke Izumiya     | Japan               | 13,33    |
| 3     | Rafael Pereira       | Brasilien           | 13,52    |
| 4     | Hassane Fofana       | Italien             | 13,53    |
| 5     | Finley Gaio          | Schweiz             | 13,61    |
| 6     | Richard Diawara      | Mali                | 13,68    |
| 7     | Zhu Shenglong        | Volksrepublik China | 13,69    |
| 8     | Krzysztof Kiljan     | Polen               | 14,09    |
| DNF   | Jérémie Lararaudeuse | Mauritius           |          |

### Lauf 3
20. August 2023, 13:21 Uhr Ortszeit

Wind: ±0,0 m/s
| Platz | Athlet               | Land              | Zeit (s)                                         |
| ----- | -------------------- | ----------------- | ------------------------------------------------ |
| 1     | Louis François Mendy | Senegal           | 13,240                                           |
| 2     | Freddie Crittenden   | USA               | 13,400                                           |
| 3     | Damian Czykier       | Polen             | 13,490                                           |
| 4     | Lorenzo Simonelli    | Italien           | 13,500                                           |
| 5     | Jacob McCorry        | Australien        | 13,670                                           |
| 6     | Chen Kuei-ru         | Chinesisch Taipeh | 13,720                                           |
| 7     | Rasheem Brown        | Cayman Islands    | 14,020                                           |
| 8     | Taiga Yokochi        | Japan             | 14,39 a                                          |
| DSQ   | Rasheed Broadbell    | Jamaika           | IWR 168, TR22.6.3 – Regelwidriges Hürdenumstoßen |

### Lauf 4
20. August 2023, 13:29 Uhr Ortszeit

Wind: −0,6 m/s
| Platz | Athlet                               | Land       | Zeit (s) |
| ----- | ------------------------------------ | ---------- | -------- |
| 1     | Grant Holloway                       | USA        | 13,18    |
| 2     | Milan Traikovits                     | Zypern     | 13,33    |
| 3     | Eduardo Rodrigues dos Santos de Deus | Brasilien  | 13,37    |
| 4     | Jason Joseph                         | Schweiz    | 13,38    |
| 5     | Orlando Bennett                      | Jamaika    | 13,39    |
| 6     | Yves Cherubin                        | Haiti      | 13,56    |
| 7     | Jakub Szymański                      | Polen      | 13,65    |
| 8     | Dawid Jefremow                       | Kasachstan | 13,78    |
| 9     | Mikdat Sevler                        | Türkei     | 13,92    |

### Lauf 5
20. August 2023, 13:39 Uhr Ortszeit

Wind: −0,9 m/s
| Platz | Athlet              | Land           | Zeit (s) |
| ----- | ------------------- | -------------- | -------- |
| 1     | Tade Ojora          | Großbritannien | 13,32    |
| 2     | Shunya Takayama     | Japan          | 13,35    |
| 3     | Daniel Roberts      | USA            | 13,36    |
| 4     | Max Hrelja          | Schweden       | 13,42    |
| 5     | Just Kwaou-Mathey   | Frankreich     | 13,42    |
| 6     | Gabriel Constantino | Brasilien      | 13,58    |
| 7     | Elmo Lakka          | Finnland       | 13,69    |
| 8     | Amine Bouanani      | Algerien       | 13,90    |
| 9     | Nicholas Andrews    | Australien     | 13,92    |

## Halbfinale
Aus den drei Halbfinalläufen qualifizierten sich die jeweils zwei Ersten jedes Laufes – hellblau unterlegt – und zusätzlich die zwei Zeitschnellsten – hellgrün unterlegt – für das Finale.

### Lauf 1
21. August 2023, 20:05 Uhr Ortszeit

Wind: −0,2 m/s
| Platz | Athlet               | Land           | Zeit (s)                    |
| ----- | -------------------- | -------------- | --------------------------- |
| 1     | Shunsuke Izumiya     | Japan          | 13,16                       |
| 2     | Daniel Roberts       | USA            | 13,19                       |
| 3     | Just Kwaou-Mathey    | Frankreich     | 13,31                       |
| 4     | Orlando Bennett      | Jamaika        | 13,34                       |
| 5     | Tade Ojora           | Großbritannien | 13,43                       |
| 6     | Max Hrelja           | Schweden       | 13,60                       |
| 7     | Damian Czykier       | Polen          | 13,97                       |
| DSQ   | Louis François Mendy | Senegal        | IWR 162, TR16.8 – Fehlstart |

### Lauf 2
21. August 2023, 20:14 Uhr Ortszeit

Wind: −0,2 m/s
| Platz | Athlet            | Land       | Zeit (s) |
| ----- | ----------------- | ---------- | -------- |
| 1     | Grant Holloway    | USA        | 13,02    |
| 2     | Sasha Zhoya       | Frankreich | 13,15    |
| 3     | Enrique Llopis    | Spanien    | 13,30    |
| 4     | Cordell Tinch     | USA        | 13,31    |
| 5     | Milan Traikovits  | Zypern     | 13,33    |
| 6     | Eduardo de Deus   | Brasilien  | 13,52    |
| 7     | Yves Cherubin     | Haiti      | 13,66    |
| 8     | Lorenzo Simonelli | Italien    | 13,69    |
| 9     | Taiga Yokochi     | Japan      | 14,93    |

### Lauf 3
21. August 2023, 20:21 Uhr Ortszeit

Wind: −0,1 m/s
| Platz | Athlet                  | Land       | Zeit (s) |
| ----- | ----------------------- | ---------- | -------- |
| 1     | Freddie Crittenden      | USA        | 13,17    |
| 2     | Hansle Parchment        | Jamaika    | 13,18    |
| 3     | Wilhem Belocian         | Frankreich | 13,23    |
| 4     | Jason Joseph            | Schweiz    | 13,25    |
| 5     | Shunya Takayama         | Japan      | 13,34    |
| 6     | Yaqoub Mohamed al-Youha | Kuwait     | 13,44    |
| 7     | Hassane Fofana          | Italien    | 13,50    |
| 8     | Rafael Pereira          | Brasilien  | 13,52    |

## Finale

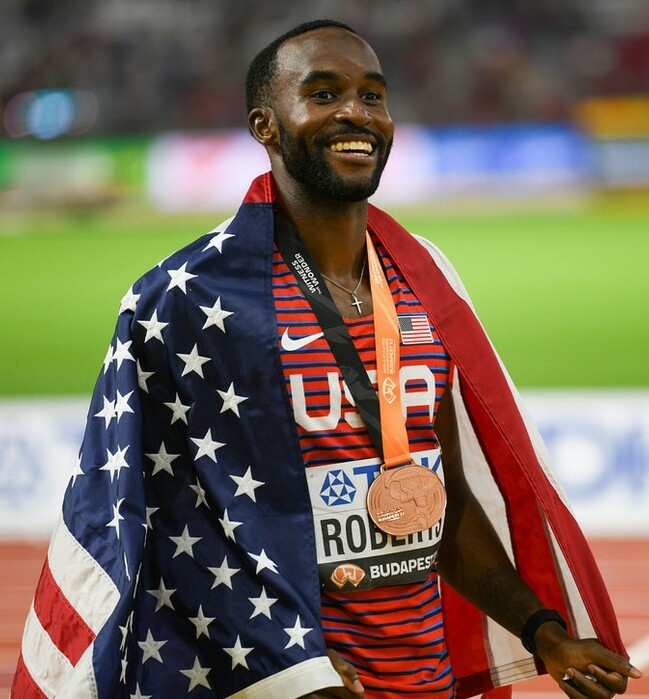
Der strahlende Weltmeister Grant Holloway

21. August 2023, 21:43 Uhr Ortszeit

Wind: ±0,0 m/s
| Platz | Athlet             | Land       | Zeit (s) |
| ----- | ------------------ | ---------- | -------- |
|       | Grant Holloway     | USA        | 12,96    |
|       | Hansle Parchment   | Jamaika    | 13,07    |
|       | Daniel Roberts     | USA        | 13,09    |
| 4     | Freddie Crittenden | USA        | 13,16    |
| 5     | Shunsuke Izumiya   | Japan      | 13,19    |
| 6     | Sasha Zhoya        | Frankreich | 13,26    |
| 7     | Jason Joseph       | Schweiz    | 13,28    |
| 8     | Wilhem Belocian    | Frankreich | 13,32    |